# 冰藻

冰藻是生长在常年或多年冰封海域及陆冰区域的藻类，其对极地海洋海冰的初级生产起着重要的作用。在缺乏光照、冰盖覆蓋的季節，冰藻爆发生长形成的水华对支持处于高营养级的消費者极为重要。冰藻通常集中于冰层底部，但有时也出现在存在融冰的池塘，甚至是地面。
淡水中也存在冰藻，其组成常常与海中的冰藻大不相同。冰藻会改变冰川及冰层的颜色和反照率。

## 海冰藻

### 适应海冰环境
海冰中的微生物十分多样，其中的优势物种依位置、冰类型和辐照度有所不同。总体而言，羽纹硅藻目（例如北极的Nitschia frigida和南极的Fragilariopsis）较易发展成优势物种。形成于冰底部约一米长纤维的Melosira arctica正如其名，常见于北极，是海洋动物的重要食物。藻类在碎冰形成时聚集，由海水进入海冰中，此时大量原生生物和细菌随海冰浮出水面。海水结冰形成大量气泡，海冰藻就出现在这些气泡中，在熔池（海冰融化形成的水域）的冰面上也有分布。熔池中的优势藻类因含盐度有所不同，含盐度越高，硅藻类就越集中。藻类适应阴暗无光的环境，在冰层中垂直分布主要受到可获得营养的限制。海冰底部稀松多孔，离富有营养的海水最近，这使得底层聚集了最多的海藻。
生物体若要在艰苦的极地海洋环境生存，必须能够适应含盐度、温度以及光照度的极端变化。海冰藻能够生产渗透物（例如二甲基巯基丙酸），既能抵抗海冰形成导致的高盐环境，又能在温暖季节海冰融化期适应低盐环境。
一些海冰藻分泌胶状的细胞外聚合物（EPS）——聚冰蛋白质（ice-binding proteins，IBP）以保护细胞免遭水分子结冰膨胀和结冰—融冰循环的损害。EPS能够改变冰的微结构，为以后的藻类爆发创造环境。居住在冰面的藻类还会分泌一种天然色素来抵御紫外线的侵害。这种叶黄素能够在春季融冰时保护藻类，使其不被能够穿过液态水的紫外线辐射。海冰藻对光照的高效利用能够在春季刚来临时形成较多的聚落，进而产生大量叶黄素形成保护。

### 在生态系统中的作用
在极地海洋生态系统的初级生产中，冰藻起着至关重要的作用。作为极地食物网的基础，通过光合作用，它们把二氧化碳和无机营养物质转化成氧气和有机物。在北极圈内，冰藻在初级生产中的参与度从3%~25%到高纬度的50%~70%不等。海冰藻通常在海冰底部积累生物质，供端足类（磷虾等）和桡脚类动物食用，而这些小动物最终又成为鱼类、鲸、海豚和企鹅的食物。海冰藻离开冰面后，沉入海底，被无脊椎海底生物尤其是浮游动物享用。海冰藻富含不饱和脂肪酸，其中的omega-3脂肪酸对桡脚类动物的产卵、孵卵，以及浮游动物的生长发育相当重要。

#### 时间变化

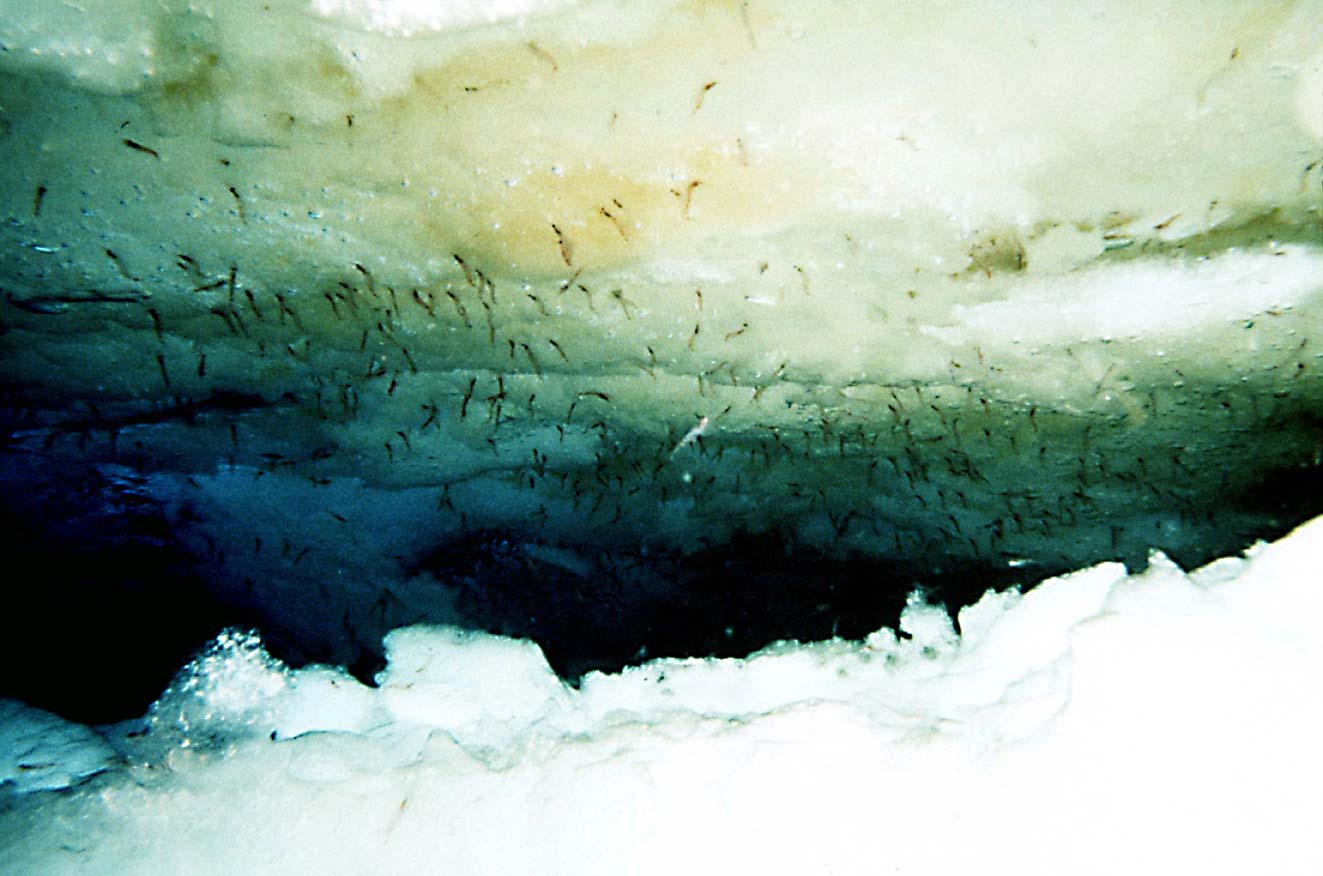
在南极洲，一块浮冰的下表面因南极磷虾捕食冰藻而呈现绿色

海冰藻爆发时机对整个海底生态有明显的影响。爆发通常在春季刚有日照时开始，早于浮游植物，因后者的生长需要更多光照和更温暖的水中环境。冰藻早在冰面融化前就可能成为更高营养级动物的食物。另一方面，海冰藻在初级生产量中所占比例与冰的状况密切相关。例如海冰厚度能够影响透光程度，进而改变冰藻爆发的时机和规模等。这种规律存在于不同的生态系统，不了解此一规律的捕食者（例如白令海里的明太鱼）可能会捕不到食。

### 与气候变化的关系
气候变化、两极变暖对生态系统具有潜在影响。据预测，极地冰盖的减少会降低海底初级生产总量中冰藻所占的比率。海冰变薄在早春可以带来更高的生产量，但过早融冰会缩短冰藻的生长时长，并引起海水分层异常。这种异常将导致冰藻生长所需营养的分布变化，加深混合层的深度，抑制深水区的营养物质上升。由于浮游植物常以冰藻为营养来源，此变化最终将影响浮游生物的产量和食物链／食物网中更高级别生物的产量。正因为食物链／食物网中的初级消费者随着冰藻爆发而觅食，作为生产者的冰藻，其产量随时间和地域的变化会最终影响整个生态系统。
冰藻产生的二甲基巯基丙酸在碳循环中起着作用。浮游生物将之氧化成与云的形成有关的二甲硫醚。云能够显著地改变某地区的雨量和反照率，形成正反馈。云层提高大气反射回太空的日光辐照度，使地球变凉，为冰藻的产生提供良好的环境。1987年有研究表示云凝结核（二甲硫醚属其中一种）的数量正在加倍，逐渐抵消全球变暖带来的温室效应。

#### 用作追踪古气候的冰藻
海冰在全球气候的地位重要。由于人造卫星观测到的时间跨度与海冰经历的地质年代相比极为短暂，可信度不高。古气候学家能够通过观察冰核来研究陆冰，而要研究海冰就只能使用替代品，例如一些硅藻和沟鞭藻囊孢、介形虫、有孔虫类生物。
居住在海冰上的生物体在融冰时脱离冰面，落入水底，其中一部分被埋入泥沙，成为科学家日后发掘的岩样。从碳氧同位素的变化可以推断出海冰的变迁。这些样本个体对观测有利有弊：它们可能数量很多，但观测效果也许不尽如人意。

## 陆冰藻
陆地上同样存在冰藻。由于生存环境的不同，陆冰藻和海冰藻的组成相差甚大。同为陆冰藻，不同种类也会形成不同的菌落，例如可在白天融雪的冰川表面发现低温陆冰藻。在长期封冻的冰川上，藻类的聚集使冰川外层的颜色改变，形成“西瓜雪”的景象。

### 与气候变化的关系
近年的研究揭示了冰藻对冰层融化速度的影响。冰藻聚集导致冰川外层颜色变深，会加速阳光的吸收，进而加快冰层融化。